# История Шеффилда

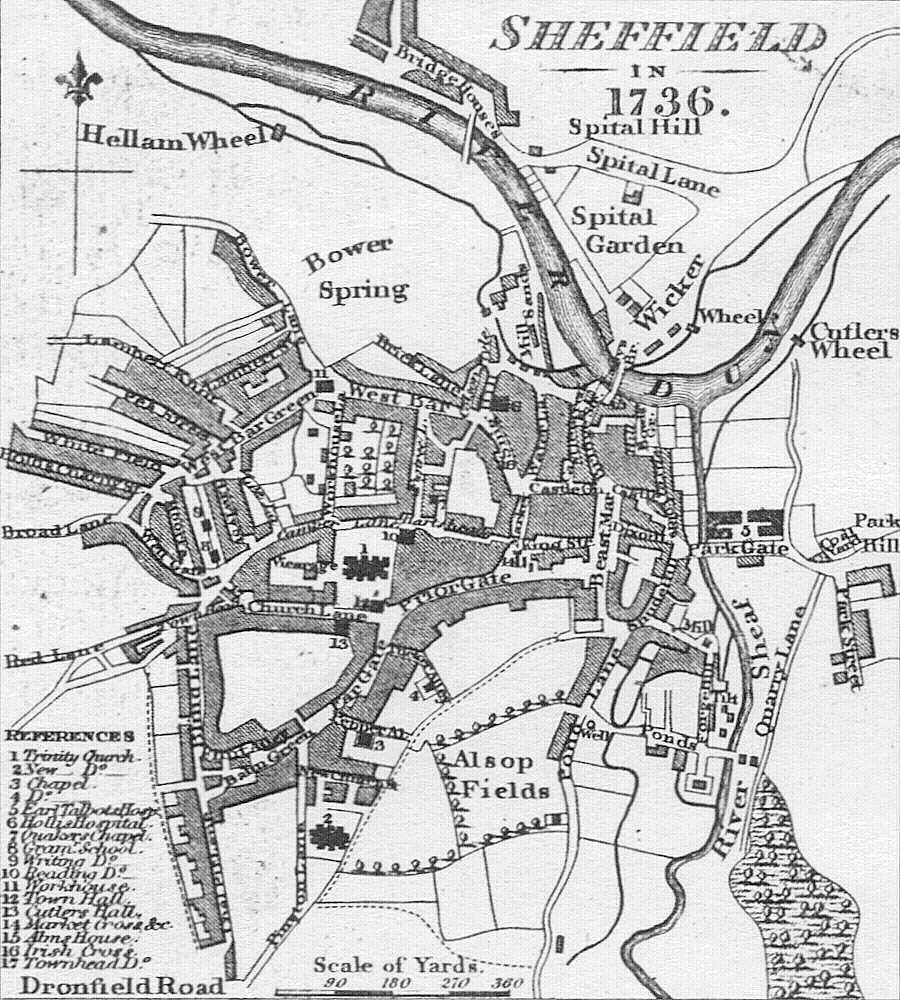
Карта Шеффилда в 1736 году

История Шеффилда, города в Англии в графстве Саут-Йоркшир, может быть прослежена от основания поселения на реке Шиф во второй половине 1-го тысячелетия нашей эры. На территории современного Шеффилда люди обитали по крайней мере c последней ледниковой эпохи, но значительного роста поселений не происходило до промышленной революции.
После завоевания Англии норманнами, для контроля за саксонскими поселениями был построен замок Шеффилд. Шеффилд превратился в небольшой город, не больше центрального района современного. В XIV веке Шеффилд выделялся производством ножей. К 1600 году благодаря «Company of Cutlers» он стал вторым центром производства столовых приборов в Англии после Лондона. В 1740-х годах местным жителем Бенджамином Гентсманом был изобретён тигельный способ производства литейной стали, что позволило повысить качество продукции. Рост промышленности привёл к быстрому росту города; в 1843 году Шеффилд получил статус боро, а в 1893 году статус сити.
В течение первой половины 20-го века Шеффилд оставался одним из главных промышленных городов Великобритании. Однако, спад в мировой торговле после нефтяного кризиса 1973 года, технологические усовершенствования, а также масштабные реструктуризации производства стали во всех странах Европейского экономического сообщества привели к закрытию многих заводов с начала 1970-х годов. С конца 1980-х годов были задействованы программы по развитию города и его экономики. Модернизация была приостановлена мировым экономическим кризисом 2008 года.

## Ранняя история

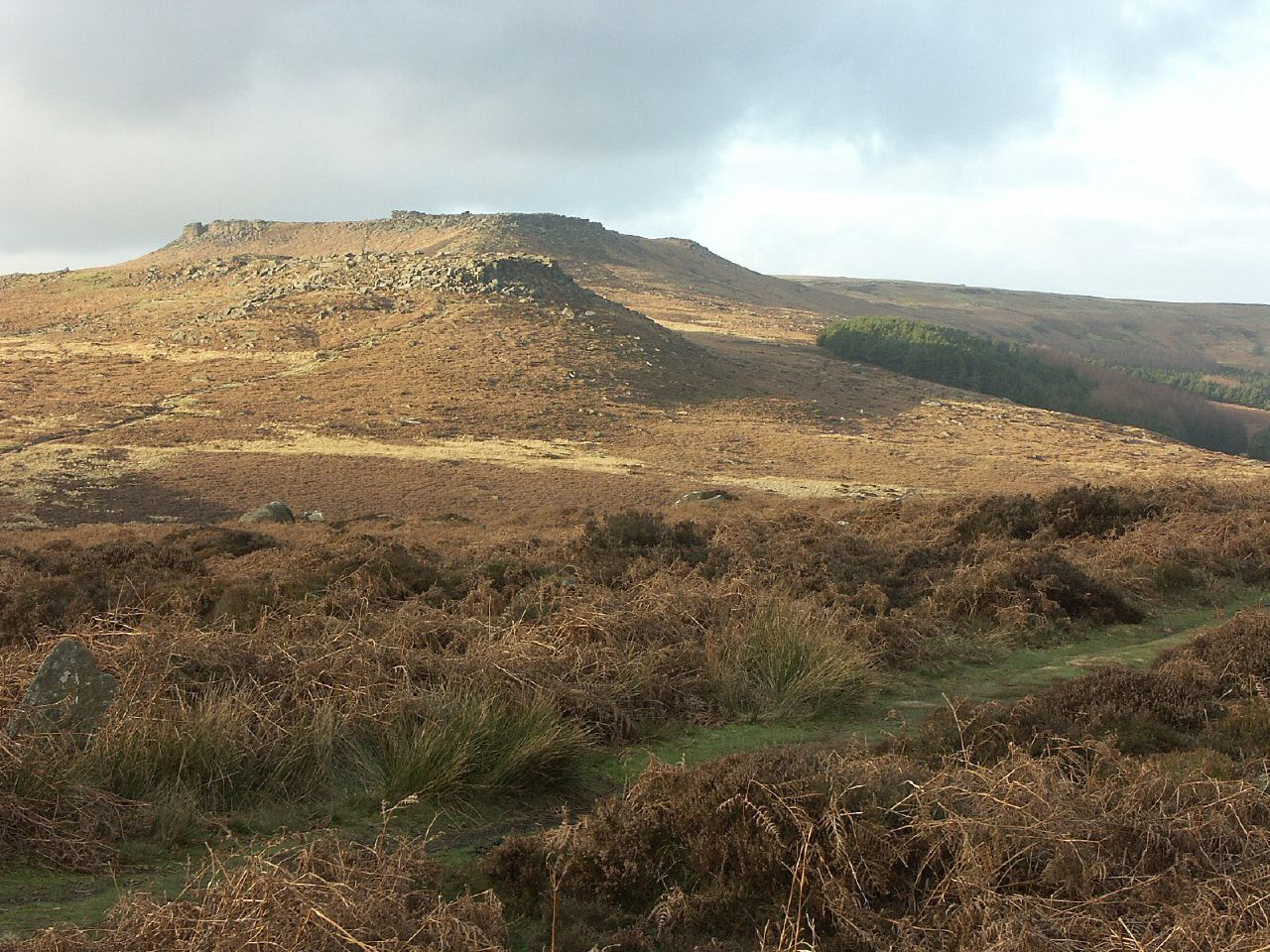
Карл-Уорк, городище железного века на юго-западе Шеффилда

Самые ранние из найденных свидетельств человеческого присутствия в районе Шеффилда были обнаружены в каньоне Кресвел-Крэгс к востоку от города. Артефакты и наскальные рисунки, найденные в пещерах каньона, были датированы археологами временем позднего палеолита. Их возраст, по крайней мере, 12 800 лет. К другим важным доисторическим останкам, найденным в Шеффилде, относится «дом» эпохи мезолита — круг камней в форме хижины, датированный примерно 8000 годом до нашей эры, найденный в северной части города. В эпоху бронзового века (около 1500 до н. э.) различные племена культуры полей погребальных урн начали селиться в этом районе. Они построили многочисленные каменные круги. Два захоронения раннего бронзового века были найдены в Крукс, пригороде Шеффилда, в 1887 году. Ещё три кургана середины бронзового века были найдены в Лодж-Мур, так же пригороде современного города.
В эпоху железного века территория была южной окраиной земель бригантов, кельтского племени, королевство которого позже стало известно как Йоркшир. Считается, что именно это племя примерно в 500 году до нашей эры построило Уинкобанк, укрепление на вершине крутого холма над рекой Дон на северо-востоке современного Шеффилда. Помимо этого городища, в районе есть и другие сооружения железного века: на Карл-Уорке, скалистом мысе в национальном парке Пик-Дистрикт к юго-западу от Шеффилда, и в лесу Скоулз недалеко от Ротерема. Реки Шиф и Дон, возможно, определяли границу между территорией бригантов и племени кориелтаувов, населявших большую часть северо-восточного Мидлендса.
В 43 году н. э. римляне приступили к покорению Британии и населявших её кельтских племён. К 51 году племена бригантов вошли в состав империи. В районе Шеффилда было найдено немного римских останков. Одна из римских дорог, связывавшая укрепления в Тэмплборо и Бро-он-Ной (англ.), возможно, проходила через центр области, занимаемой современным городом, а икнилдская дорога проходила по окраине. Точные расположения этих дорог в области города в основном неизвестны, хотя некоторые фрагменты всё ещё можно обнаружить между Редмирсом и Станнингтоном. Возможно, они были связаны с ранее найденными (в 1949 году) фрагментами недалеко от Бринсуорта. В апреле 1761 года таблички римского периода были найдены в долине реки Ривелин к югу от Станнингтона, недалеко от вероятного расположения дороги из Тэмплборо в Бро-он-Ной. Кроме того, некоторые находки, датируемые римским периодом, были обнаружены дороге Уокли-Банк, которая проходит по дну долины. Было найдено несколько римских монет, например, 19 монет были найдены около Мидоуолла в 1891 году, 13 в Питсмуре в 1906 году, 10 монет были найдены в рядом с Эклингтонским кладбищем в декабре 2008 года. Римские захоронения также были найдены вблизи Шеффилдского собора, предполагают, что на его месте когда-то был римский лагерь. Маловероятно, что поселение, ставшее Шеффилдом, существовало в это время.
После ухода римлян, территория нынешнего Шеффилда, возможно, была южной границей бриттского королевства Элмет. Реки Шиф и Дон отделяли территорию этого королевства от англосаксонской Мерсии. В середине VI века на территории современной северо-восточной Англии сформировалось англосаксонское королевство Дейра, образованное англами. Элмет лишь ненадолго задержал образование этого королевства.

## Возникновение Шеффилда
Название «Шеффилд» (англ. Sheffield) происходит из древнеанглийского. Оно возникло от названия реки Шиф (англ. Sheaf), которое в свою очередь является искажением от shed или sheth и означает разделить или отделить. Суффикс field, произошедший из древнеанглийского суффикса feld, означает лесную поляну. Вполне вероятно, что современный Шеффилд образовался из англосаксонского поселения на поляне рядом с местом слияния рек Шиф и Дон в интервале между утверждением англосаксов в этом регионе (примерно VI век) и началом IX века. Названия многих других поселений Шеффилда, вероятно, образовавшихся в этот период, оканчиваются на ley, что также означает поляну в лесу (например, англ. Heeley или англ. Longley), или ton, что означает закрытое подворье (например, англ. Owlerton).
Самым ранним свидетельством поселения предположительно является сохранившаяся часть каменного креста (Шеффилдский крест), найденная в Шеффилде в начале 19 века и датируемая началом 9-го века. Этот камень, возможно, является частью креста, вынесенного из церковного двора Шеффилдской приходской церкви (ныне Шеффилдский собор) в 1570 году. В настоящее время хранится в Британском музее. Документ того же времени, датируемый 829 годом в англосаксонских хрониках, отражает подчинение короля Нортумбрии Энреда королю Уэссекса Эгберту в селении Дор (ныне пригород Шеффилда): «Эгберт повёл армию против нортумбрийцев к Дору, где они встретили его и предложили условия послушания и подчинения, после принятия которых армия вернулась домой». Это событие сделало Эгберта первым саксонцем, который претендовал на титул короля всей Англии.
Вторая половина IX века была отмечена вторжениями и завоеваниями викингов, основавшими впоследствии в северо-восточной части Англии особую территорию — Данелаг, отличающуюся особыми правовой и социальной системами. Названия поселений, образованных викингами часто заканчиваются на «торп» (англ. thorpe), что означает подворье. Примерами таких поселений в окрестности Шеффилда являются, например, Гримсторп (англ. Grimesthorpe), Хакеторп (англ. Hackenthorpe), Нетерторп (англ. Netherthorpe) и другие. К 918 году датчане к югу от Хамбера присоединились к Эдуарду Старшему, к 926 году Нортумбрия находилась под контролем короля Этельстана.
В 937 году объединённая армия Олафа Гутфритссона, короля государства викингов в Дублине, Константина II, короля Шотландии, и Эогана I, короля Стратклайда, вторглась в Англию. Наступление было остановлено армией Уэссекса и Мерсии во главе с королём Этельстаном в ходе битвы при Брунанбурге. Точное расположение Брунанбурга неизвестно, однако, некоторые историки предполагают, что он находился между Тинсли в Шеффилде и Бринсуортом в Ротерхэме. После смерти короля Этельстана в 939 году Олаф III Гутфритссон снова вторгся на территорию Англии и взял под свой контроль Нортумбрию и часть Мерсии. Впоследствии англосаксы, под руководством Эдмунда I, отвоевали Мидлендс вплоть до Дора к 942 году и вернули Нортумбрию в 944 году.
«Книга Страшного суда» 1086 года, составленная вскоре после нормандского завоевания Англии в 1066 году, содержит самое раннее из известных упоминание поместья «Халлан» (англ. Hallun) в окрестности Шеффилда. Владелец поместья, граф Вальтеоф, был последним представителем англосаксонской знати, сохранившим свои позиции после завоевания. Всего Шеффилд дважды упоминается в этой книге: сначала как Escafeld, а потом, как Scafeld. Шеффилдский историк С. О. Эдди предполагает, что вторая форма, которая произносится как Shaffeld, является более верной.